# Phoenix Club
The Phoenix Club es un club social peruano ubicado en el distrito de San Isidro en la ciudad de Lima. Fundado el 1 de noviembre de 1879 por miembros de la comunidad británica residente en Lima, nació a partir de las cenizas del Travellers Club, el cual enfrentó serias dificultades financieras y se disolvió en 1879, dando lugar a un renacer simbolizado en el fénix.
Durante sus primeros años de vida institucional, el club tuvo que superar los embates de un Perú convulsionado por la Guerra del Pacífico y la consiguiente crisis económica y la ocupación chilena de Lima, lo que marcó sus inicios difíciles.
El club está actualmente íntimamente ligado a la Asociación Cultural Peruano Británica.

## Historia
Los primeros años de vida institucional coincidieron con la invasión chilena. Pese a las dificultades y gracias al empuje de su primer presidente Edmund I'Anson, el club pudo adquirir su propio local en el Portal de Botoneros de la Plaza de Armas, donde permaneció hasta 1935 cuando se trasladó a un local alquilado en el Edificio Fénix. Este edificio albergaba diferentes compañías británicas y se ubicaba en la Plaza San Martín, frente al elitista Club Nacional y al Gran Hotel Bolívar. Este local institucional incluía una biblioteca, salones de lectura, bar, y otras comodidades.
Posteriormente, en 1992, debido a los singulares esfuerzos de su entonces presidente Philip Munn, y motivado por el deterioro sufrido por el centro histórico de Lima a causa del periodo de crisis económica y de la época del terrorismo, el club se mudó a una nueva sede propia ubicada en una casona en San Isidro que había pertenecido previamente a la familia Ferreyros.
El club tiene como patrono a George Windsor, conde de St. Andrews, primo del rey Carlos III del Reino Unido. Asimismo, el actual presidente del club es Enrique Anderson Seminario.

## Past Presidents
| Presidente     | Período   |
| -------------- | --------- |
| E. I'anson     | 1879-1880 |
| J. Woodsend    | 1881      |
| J.L. Thorndike | 1882      |
| J. Backus      | 1883      |
| P.L. Batchelor | 1884-1885 |
| J. Backus      | 1886-1888 |
| J.L. Dubois    | 1889      |
| P.L. Batchelor | 1890      |
| M.B. Wells     | 1891      |
| P.L. Batchelor | 1892      |
| J.L. Thorndike | 1893      |
| J. Backus      | 1894-1895 |
| J.G. Reid      | 1896      |
| J. Eyre        | 1897      |
| J. Backus      | 1898      |
| J.M. Reid      | 1899      |
| F.W. Bayly     | 1900      |
| P.L. Batchelor | 1901      |
| J.A. Bayly     | 1902      |
| R.A. Clay      | 1903      |
| J.G. Reid      | 1904-1905 |
| J.L. Davies    | 1906      |
| R.R. Sturrock  | 1907      |
| P.L. Batchelor | 1908-1909 |
| G.E. Cooper    | 1910-1911 |
| P.L. Batchelor | 1912-1913 |
| H.J. Bright    | 1914      |
| W.L. Morkill   | 1915-1917 |
| A. Milne       | 1918      |
| F.J. Milne     | 1919      |
| D.C. Babbitt   | 1920      |
| P.L. Batchelor | 1921      |
| T.P. Jones     | 1922      |
| H.H.G. Redshaw | 1923      |
| H.P.M. Milne   | 1924      |
| H.S. Hunter    | 1925      |
| R.G. Brown     | 1926      |
| F.F. Hixson    | 1927      |
| M.Y. Grant     | 1928-1929 |
| A.S. Cooper    | 1930      |
| F.J. Milne     | 1931      |
| F.G. Crist     | 1932      |
| W.S. Reid      | 1933      |

| Presidente        | Período   |
| ----------------- | --------- |
| H. Hallett        | 1934      |
| T.B. Smith        | 1935      |
| R.M.J. Gordon     | 1936-1937 |
| F.G. Crist        | 1938      |
| H.M. Harrison     | 1939      |
| H.R. Harrington   | 1940      |
| W.L.C Zweedy      | 1941      |
| J.D. Smith        | 1942      |
| C.H. Evans        | 1943      |
| F. Jardine        | 1944      |
| J. Paterson       | 1945      |
| C.E. Guyant       | 1946      |
| H.L. Mann         | 1947      |
| S.B. Wood         | 1948      |
| F.J.M. Hixson     | 1949      |
| T.H. Robinson     | 1950      |
| C.V. Redshaw      | 1951      |
| C.L. Davis        | 1952      |
| J. Ashworth       | 1953      |
| J.A. Anderson     | 1954      |
| P.A. Webb         | 1955      |
| J.J. Kinsella     | 1956      |
| R.M.J. Gordon     | 1957      |
| J.H. Baker        | 1958      |
| G.A.W. Simpson    | 1959      |
| L.T. Hopson       | 1960      |
| P.S.K. Hodgson    | 1961      |
| William Vick Cook | 1962      |
| F.B. Scoffield    | 1963      |
| L. Meyeringh      | 1964      |
| C.H. Blair        | 1965-1966 |
| P.S.K. Hodgson    | 1967      |
| N.H. Wallace      | 1968-1976 |
| G.R. Curtis       | 1977-1980 |
| C.H. Blair        | 1981      |
| P.W.P. Munn       | 1982      |
| C.D. Marshall     | 1983-1984 |
| F.C. Parker       | 1985-1988 |
| C. Darbyshire     | 1989-1992 |
| P.W.P. Munn       | 1993-2005 |
| C. Darbyshire     | 2006-2008 |
| T. Bayly          | 2009      |
| J.C. Loredo       | 2010-2019 |